# Afrim Taku
Afrim Taku (ur. 4 sierpnia 1989 w Tiranie) – albański piłkarz.